# Blood for Blood
I Blood for Blood sono un gruppo hardcore punk e metalcore statunitense, di Charlestown (Massachusetts). Attiva all'interno della scena Boston hardcore, la band si è formata nel 1995 come reazione alla scena heavy metal di Boston. Questo gruppo è conosciuto per l'estremo nichilismo e per la notevole aggressività, sia dal punto di vista musicale, sia da quello dei concetti espressi nelle loro canzoni.
Il loro sound è stato influenzato da band hardcore e thrash quali gli Sheer Terror, i Breakdown, i Carnivore e i Killing Time.
Il gruppo è stato creato da "White Trash" Rob Lind alla voce e chitarra, Erick "Buddha" Medina alla voce, Mike "Cap'n" Maloney alla batteria e dal bassista Ian McFarland. Il primo lavoro del gruppo, il demo Hurt You Demo, è autoprodotto dalla band, dopo i due album successivi, nel 1997, la band è riuscita a firmare un contratto con una casa discografica, la Victory Records, mentre l'ultimo album, Serenity, è stato prodotto dalla Thorp Records, per poi scogliersi nel 2004.
Rob Lind nel 2004 ha formato un supergruppo punk, con suo fratello Mark e membri del suo gruppo Ducky Boys, chiamato Sinners & Saints, per poi formare i Ramallah, coi quali ha registrato due album prima di uscire dalla scena musicale per una decina d'anni. È ritornato brevemente nel 2011 collaborando in alcune canzoni dell'album di debutto dei Ebenezer Blood (band composta da Mark Lind più Craig Silverman e Robert Falzano, membri storici di Blood For Blood e Ramallah).
Blood For Blood si è riunito nel dicembre 2010 su invito del Persistence Tour (anche se Rob non ha partecipato da subito alla reunion). Nel 2012 Medina è stato arrestato per accuse di molestie su una minorenne, fatto che ha spinto il gruppo a buttarlo fuori, affermando che il suo gesto è contrario a tutto quello che il gruppo rappresenta, e a scogliere un'altra volta il gruppo. Si sono riuniti per uno show occasionale nel 2017 senza Medina, ma Rob tuttora è occupato col suo progetto Ramallah, riformatosi nel 2015 con uno split EP coi Sinners & Saints (le cui canzoni erano state registrate per una possibile reunion di questo gruppo poco prima che Rob decidesse di continuare coi Ramallah) e ancora attivo, annunciando nel 2017 di essere al lavoro su un nuovo album.

## Formazione
- "White Trash" Rob Lind - cantante, chitarrista e compositore
- Erick "Buddha" Medina - ex cantante (1994-2012)
- Craig Silverman - ex chitarrista (2010-2012)
- Billy Graziadei - ex chitarrista (2010-?)
- Jeremy Wooden - ex bassista (1994–1995)
- Greg Dellaria - ex bassista (1995)
- Gina Benevides - ex bassista (1996–1997)
- Ian McFarland - bassista
- Mike "Cap'n" Mahoney - ex batterista (1994–1999)
- Dustin Hengst - ex batterista (registrazione di Outlaw Anthems del 2002)
- Neal Dike - ex batterista (2004-2012)
- Robert Falzano - batterista (2012) Mblood Made This (2006-2022)

## Discografia

### Album in studio
- 1997 – Spit My Last Breath (Lost Disciple Records)
- 1998 – Revenge on Society (Victory Records)
- 1999 – Livin' in Exile (Victory Records)
- 2002 – Outlaw Anthems (Victory Records)
- 2004 – Serenity (Thorp Records)

### EP
- 1996 – Soulless (Devour Records)
- 1997 – Enemy (Victory Records)

### Raccolte
- 2001 – Wasted Youth Brew (Victory Records)

### Demo
- 1995 – Hurt You Demo (autoprodotto)